# Lucius Nonius Asprenas
Lucius Nonius Asprenas est un homme politique et militaire de la fin de la République romaine, lieutenant de Jules César et consul suffect en 36 av. J.-C.

## Famille
Lucius Nonius Asprenas est un homo novus originaire du Picénum.
Il a au moins un fils, homonyme, marié à Quinctilla, sœur de Publius Quinctilius Varus, et père de Lucius Nonius Asprenas, consul suffect en 6 ap. J.-C. et peut-être, biologiquement ou par adoption, de Sextus Nonius Quinctilianus, consul en 8 ap. J.-C..
Il est également père d'une fille, Nonia Polla, épouse de Lucius Volusius Saturninus, consul suffect en 12 av. J.-C., et mère de Lucius Volusius Saturninus, consul suffect en l'an 3 apr. J.-C. et préfet de Rome sous Claude et Néron.

## Biographie
Asprenas est élu préteur en l'an 47 av. J.-C.. Bien que n'ayant pas d'étroits liens familiaux ou politiques avec Jules César, il obtient un commandement proconsulaire sous le dictateur en Afrique pendant la guerre civile, tenant la ville de Thapsus avec deux légions en 46 av. J.-C.,. L'année suivante, il suit César en Hispanie, où il reçoit un commandement de cavalerie, probablement en tant que légat.
Pendant les premières années du second triumvirat, Asprenas est largement oublié durant son commandement militaire mais il joue finalement un rôle dans la guerre entre Octavien et Sextus Pompée. Il est récompensé pour ses services par le consulat suffect en l'an 36 av. J.-C. avec Quintus Marcius,,.
En 31 av. J.-C., il est élu comme membre du collège des épulons (Septemviri Epulones).